# Vodní nádrž Fojtka
Vodní nádrž Fojtka (někdy nazývána Fojtecká přehrada nebo Mníšecká přehrada) je přehradní nádrž na potoce Fojtka v obci Mníšek (k. ú. Mníšek u Liberce), 6 km severně od centra Liberce, postavená v letech 1904 až 1906. Zděná hráz je 11 m vysoká a 146 m dlouhá. Celá nádrž má rozlohu 7 hektarů s průměrnou hloubkou okolo 10 m.
Přehrada byla postavena podle projektu kdysi nejlepšího projektanta na vodní díla v Evropě Otto Intze, který projektoval všechny přehrady v povodí Lužické Nisy.

## Využití
Přehrada slouží i jako koupaliště. Na březích je mnoho místa pro opalování.[ujasnit] Na západním břehu se nachází nudistická pláž. Vyskytují se zde lososovité ryby.

## Cyklostezka
Od roku 2012 je po obvodu vodní plochy vybudovaná stezka o délce asi 1,5 km. Její povrch je z drcené žuly. Polovina vede po upravené části s lávkou v lesnatém břehu.